# Jacek Uczkiewicz
Jacek Mirosław Uczkiewicz (ur. 4 lipca 1950 w Nowej Rudzie) – polski polityk, urzędnik państwowy, doktor nauk technicznych. Poseł na Sejm II kadencji, w latach 2001–2004 wiceminister finansów, w latach 1995–2001 i 2013–2016 wiceprezes Najwyższej Izby Kontroli, pierwszy polski członek  Europejskiego Trybunału Obrachunkowego (2004–2010).

## Życiorys

### Wykształcenie i praca zawodowa
Syn Zyty i Kazimierza. Od 1967 związany z Wrocławiem. W 1973 ukończył studia na Wydziale Elektrycznym Politechniki Wrocławskiej. W 1977 uzyskał stopień doktora nauk technicznych na podstawie pracy zatytułowanej Ekranowanie nadprzewodzącego uzwojenia wzbudzenia generatora synchronicznego od zewnętrznych zmiennych pól magnetycznych. Jego promotorem był docent Kazimierz Radwan. W latach 1973–1990 pracował jako nauczyciel akademicki na Politechnice Wrocławskiej.

### Działalność publiczna
Był członkiem Związku Młodzieży Socjalistycznej, Zrzeszenia Studentów Polskich oraz Socjalistycznego Związku Studentów Polskich. Należał także do Związku Nauczycielstwa Polskiego. Na studiach zapisał się do Polskiej Zjednoczonej Partii Robotniczej. Członek egzekutywy komitetu uczelnianego PZPR Politechniki Wrocławskiej oraz członek Komitetu Wojewódzkiego PZPR we Wrocławiu. W latach 1980–1981 należał do NSZZ „Solidarność”. Od 1984 do 1990 I sekretarz komitetu dzielnicowego PZPR we wrocławskiej dzielnicy Śródmieście. Był delegatem na ostatni zjazd PZPR, po czym w 1990 został jednym z założycieli Socjaldemokracji Rzeczypospolitej Polskiej i zajął się tworzeniem struktur tej partii we Wrocławiu. Zasiadał w prezydium rady krajowej SdRP.
W wyborach parlamentarnych w 1993 z ramienia Sojuszu Lewicy Demokratycznej został wybrany na posła II kadencji z okręgu wrocławskiego. W latach 1993–1995 był członkiem delegacji Sejmu RP do Zgromadzenia Parlamentarnego Rady Europy w Strasburgu, gdzie pracował w komisji ds. ekonomicznych i rozwoju. Z ramienia Zgromadzenia Parlamentarnego RE pełnił także funkcję obserwatora wyborów parlamentarnych w Macedonii w 1994 oraz na Białorusi w 1995. W 1995 zrzekł się mandatu w związku z objęciem funkcji wiceprezesa Najwyższej Izby Kontroli. Po odejściu z NIK w 2001 został powołany na stanowisko wiceministra finansów i generalnego inspektora informacji finansowej w rządzie Leszka Millera. W latach 2000–2004 był członkiem zespołu antykorupcyjnego przy oddziale Banku Światowego w Warszawie.
W latach 2004–2010 był pierwszym polskim członkiem  Europejskiego Trybunału Obrachunkowego w Luksemburgu. W wyborach samorządowych w 2010 wystartował jako bezpartyjny kandydat z poparciem SLD na urząd prezydenta Wrocławia. Zajął czwarte miejsce, zdobywając 8818 głosów (4,5%).
W listopadzie 2013 ponownie powołany na stanowisko wiceprezesa Najwyższej Izby Kontroli. Zakończył urzędowanie w czerwcu 2016 w związku z przejściem na emeryturę.
Autor tekstów w „Dzienniku Trybuna”. W 2016 zaczął prowadzić własny blog.